# Mis ojos tristes
Mis Ojos Tristes es el duodécimo álbum de estudio del cantautor mexicano Juan Gabriel, lanzado al mercado por Ariola Records en 15 de octubre de 1978. En esta producción se hace acompañar del Mariachi América de Jesús Rodríguez de Hijar. ya con un Juan Gabriel con un éxito en toda Iberoamérica, Graba un disco vernáculo acompañado del Mariachi América de Jesús Rodríguez de Hijar y bajo la dirección de Eduardo Magallanes. Nuevamente temas inéditos y de catálogo, piezas que abarcan diferentes temáticas, un homenaje a la Ciudad Hermosillo, Sonora, en una divertida y elocuente canción, con tintes norteños.
Un tema dedicado a la actriz mexicana María Félix, con el tema “María de todas las Marías” que fue también muy criticado por la opinión y los medios pues comparaba a la actriz con la Madre de Dios (la Virgen). La canción se la cantó personalmente en el programa “Siempre en Domingo”, María se dijo muy emocionada y abrumada por la canción, la consideró uno de los dos mejores regalos en su vida, aparte de la canción María Bonita de Lara. Un homenaje a su tierra adoptiva Ciudad Juárez con la canción “Arriba Juárez”, balada ranchera y canciones de arrebato como "Ya para que”. El tema que da título al disco es una balada ranchera poco común, con arreglos de cuerda muy sinfónicos, a partir de este disco Juan Gabriel engrandece enormemente al Mariachi, incluye coros de una cantante soprano en el tema, sin duda experimenta y renueva la música ranchera con este disco.

## Lista de canciones[2]
| N.º | Título                        | Duración |  |
| 1.  | «Con Todo Y Mi Tristeza»      | 3:50     |  |
| 2.  | «Dios Te Bendiga Mi Amor»     | 3:40     |  |
| 3.  | «Arriba Juárez!»              | 3:18     |  |
| 4.  | «Guarecita»                   | 2:55     |  |
| 5.  | «María De Todas Las Marías»   | 3:31     |  |
| 6.  | «Mis Ojos Tristes»            | 3:50     |  |
| 7.  | «Cuando Quieras... Déjame»    | 2:29     |  |
| 8.  | «Silencio ¿Por Qué Silencio?» | 3:41     |  |
| 9.  | «Hermosillo»                  | 2:41     |  |
| 10. | «Ya Para Qué»                 | 3:04     |  |